# Friedrich Tischer
Friedrich Tischer (* 6. Juni 1874 in Theusing, Österreich-Ungarn; † 27. November 1939 in Karlsbad, Reichsgau Sudetenland) war ein tschechoslowakischer Jurist und Politiker (Sudetendeutsche Partei) deutscher Nationalität. Er war von 1935 bis 1938 Abgeordneter des Tschechoslowakischen Abgeordnetenhauses.

## Leben und Werk
Er war ein Bürgersohn und studierte nach dem Schulabschluss an 1896 Rechtswissenschaften an der Deutschen Universität Prag. Dort promovierte er 1931 zum Dr. jur.
1928 gab er das bisher einzige Standardwerk zum böhmischen Zinn heraus, das in Leipzig unter dem Titel Böhmisches Zinn und seine Marken verlegt und 1973 nachgedruckt wurde.
1935 ließ er sich als Rechtsanwalt in Karlsbad nieder und wurde Mitglied der aus der Sudetendeutschen Heimatfront hervorgegangenen Sudetendeutschen Partei. Für diese wurde er in das Abgeordnetenhaus der Tschechoslowakei gewählt. Nach der deutschen Besetzung des Sudetenlandes infolge des Münchner Abkommens erlosch sein Mandat am 30. Oktober 1938. Gut ein Jahr später starb Tischer.